# Mariel Quintieri
Mariel Quintieri es una deportista argentina que compitió en judo. Ganó dos medallas de bronce en el Campeonato Panamericano de Judo, en los años 1988 y 1992.

## Palmarés internacional
| Campeonato Panamericano | Campeonato Panamericano  | Campeonato Panamericano | Campeonato Panamericano |
| Año                     | Lugar                    | Medalla                 | Categoría               |
| ----------------------- | ------------------------ | ----------------------- | ----------------------- |
| 1988                    | Buenos Aires (Argentina) | Medalla de bronce       | –61 kg                  |
| 1992                    | Hamilton (Canadá)        | Medalla de bronce       | –61 kg                  |